# Smart 5
La Smart #5 (si legge "Hashtag Five" ed è stilizzata come smart #5) è un'autovettura elettrica del tipo crossover SUV prodotta dal 2024 dalla casa automobilistica tedesca Smart.

## Contesto
La vettura è un crossover SUV di medie dimensioni sviluppato e prodotto da una joint venture tra Mercedes-Benz Group e Geely Holding. È il terzo veicolo prodotto dalla joint venture. Il modello è basato sulla piattaforma per veicoli elettrici Sustainable Experience Architecture (SEA) sviluppata dalla Geely. La #5 è stata presentata in anteprima come concept car chiamata Smart Concept #5 all'Auto China nell'aprile 2024. La versione definitiva di serie è stata svelata il 13 giugno 2024.
La vettura, che condivide la piattaforma con la Geely Galaxy E8, è dotata di un gruppo propulsore con motore elettrico a magnete permanente sincrono con potenza di 340–363 CV (250–267 kW) nella versione a trazione posteriore e di 587–647 CV (432–476 kW)  in quella a trazione integrale. La batteria è da 74,4 kWh del tipo Litio-Ferro-Fosfato nell’allestimento Pro, mentre negli allestimenti Pro+ e Premium è da 94 kWh del tipo Nichel-Manganese-Cobalto.